# Haus der Stadtgeschichte – Stadtarchiv Ulm
Das Haus der Stadtgeschichte – Stadtarchiv Ulm ist das Archiv der baden-württembergischen Stadt Ulm.

## Geschichte
Die Geschichte des Ulmer Archivs ist eng mit der Ausbildung der Stadtgemeinde im 12. und 13. Jahrhundert verbunden. Die Urkunden und reichsstädtischen Privilegien wurden von den Stadtschreibern seit dem Spätmittelalter im Rathaus betreut. Mit dem Entstehen einer reichsstädtischen Ämterverwaltung seit dem späten 15. Jahrhundert wuchsen in Ulm umfangreiche Registratur- und Archivbestände, die einer Ordnung bedurften. Ein neu anzulegendes Inventar sollte einen Überblick über die Gesamtbestände ermöglichen. Der Rat der Reichsstadt Ulm stellte daher am 18. Juli 1515 den Registrator Peter Mann für die Ordnung und Erschließung der reichsstädtischen Archivbestände an. Er war so der erste Ulmer Archivar, der bereits drei Jahre später ein erstes Findmittel für die im Steuerhaus verwahrten Urkunden vorlegen konnte. Seit 1609 waren die Archivare auch mit der Indizierung der Ulmer Ratsprotokolle beauftragt. Verantwortlich für das gesamte städtische Archivwesen mit einem Hauptarchiv im Steuerhaus, einem Kanzleiarchiv im Rathaus und den Archiven der einzelnen Ämter waren seit dem 17. Jahrhundert die obersten Stadtjuristen, die sogenannten Ratskonsulenten. Im Verlauf der Mediatisierung Ulms und der Eingliederung nach Bayern (1802) und schließlich nach Württemberg (1810) gingen zahlreiche reichsstädtische Archivalien verloren. Erst 1837 wurde erneut ein Archivar eingestellt.
Am 1. Oktober 1908 zog das Stadtarchiv, das von 1898 bis 1968 in Personalunion mit der Stadtbibliothek geleitet wurde, in das Schwörhaus ein. Eine rechtzeitige Verlagerung von Archivalien während des Zweiten Weltkriegs verhinderte größere Verluste. Wachsende Aktenmengen bereiteten bald schon Platzprobleme. Im Jahr 1989 konnte die neue Außenstelle des Stadtarchivs in der Pionierkaserne bezogen werden.
Nach dem Auszug des größten Teils der Stadtbibliothek aus dem Schwörhaus 2004 fand ein Umbau des Gebäudes statt. Am 14. Juli 2007 erfolgte die Neueröffnung, und das Stadtarchiv wurde in „Haus der Stadtgeschichte – Stadtarchiv Ulm“ umbenannt. Am 4. Juli 2024 wurde in der Nähe das Museum »Die Einsteins – Museum einer Ulmer Familie« (Weinhof 19) eröffnet, das zum Haus der Stadtgeschichte gehört.
Seit 2002 ist Michael Wettengel Leiter des Stadtarchivs und seit 2007 als Leitender Stadtarchivdirektor Leiter des Hauses der Stadtgeschichte – Stadtarchiv Ulm. Zum 1. September 2025 tritt Frau Dr. Antje Diener-Staeckling die Nachfolge als Archivleiterin an.

## Aufgaben
Die gesetzlichen Aufgaben umfassen die Bewertung und Übernahme von Unterlagen mit bleibendem Wert (einschließlich elektronischer Unterlagen), deren dauerhafte und sichere Verwahrung, konservatorische Behandlung, Erschließung, Zugänglichmachung und Bereitstellung, die Erteilung von Auskünften, die Erforschung der Stadtgeschichte sowie die Beratung von städtischen Stellen bei der Verwaltung ihrer Unterlagen. Zu seinen Aufgaben gehören unter anderem auch die schriftliche und bildliche Dokumentation der Stadtentwicklung und des Stadtbildes, die Förderung von Forschungen zur Ulmer Stadtgeschichte sowie die historische Bildungs- und Öffentlichkeitsarbeit. Die Aufgaben sind in der Archivordnung der Stadt Ulm auf Grundlage des Gesetzes über die Pflege und Nutzung von Archivgut (Landesarchivgesetz) Baden-Württemberg festgehalten. Das Haus der Stadtgeschichte ist gleichzeitig eine Kulturinstitution, die stadthistorisches Bewusstsein wecken und Erinnerungskultur vermitteln will. Das Stadtarchiv hat 2015 ein Totengedenkbuch über die Toten des Zweiten Weltkrieges veröffentlicht. Eine erste Fassung eines solchen Buches wurde 1956 erstellt.

## Angebot
Das Haus der Stadtgeschichte – Stadtarchiv Ulm ist das „Gedächtnis der Stadt“ sowie zentrale Anlaufstelle für Forschungen zur städtischen Geschichte. Es verwahrt die Überlieferung zur Geschichte Ulms seit den Anfängen der Stadt, darunter 6.000 laufende Meter Akten, etwa 10.000 reichsstädtische Urkunden seit dem 12. Jahrhundert, eine geschlossene Serie der Ratsprotokolle seit dem Jahr 1501, eine weltweit einmalige Sammlung gotischer Münsterrisse sowie ca. 150.000 Fotografien und ca. 450.000 Negative.
Es informiert durch seine Dauerausstellung sowie durch Wechselausstellungen und andere historische Veranstaltungen über die Geschichte der Stadt Ulm. Es veröffentlicht Publikationen zur Geschichte von Stadt und Region, stellt archivpädagogische Angebote für Schülerinnen und Schüler bereit und organisiert Veranstaltungen und Projekte zur historischen Öffentlichkeitsarbeit und zur Ulmer Stadtgeschichte.

## Gebäude
Das Haus der Stadtgeschichte hat seine Hauptdienststelle im Schwörhaus (Weinhof 12), einem 1613 errichteten reichsstädtischen Repräsentationsbau, der auch Ort der alljährlichen Schwörmontags-Feier ist. Im Erdgeschoss des Gebäudes befindet sich seit 2007 auch eine Dauerausstellung zu den wichtigsten Ereignissen und Themen der Ulmer Stadtgeschichte von den Anfängen bis zur Gegenwart.
In der Außenstelle Pionierkaserne (Basteistraße 46) befindet sich die neuere Aktenüberlieferung, darunter die Bauakten (seit ca. 1850), das Einwohnermeldearchiv (1945–1981) und die Ortschaftsarchive. Die Außenstelle verfügt über einen eigenen Lesesaal.

## Veröffentlichungen
Das Haus der Stadtgeschichte – Stadtarchiv Ulm gibt Einzelveröffentlichungen im Eigenverlag sowie drei Schriftenreihen heraus:
- Forschungen zur Geschichte der Stadt Ulm (seit 1955)
- Forschungen zur Geschichte der Stadt Ulm: Reihe Dokumentation (seit 1979)
- Kleine Reihe des Stadtarchivs Ulm (seit 2003)